# Teatru muzical

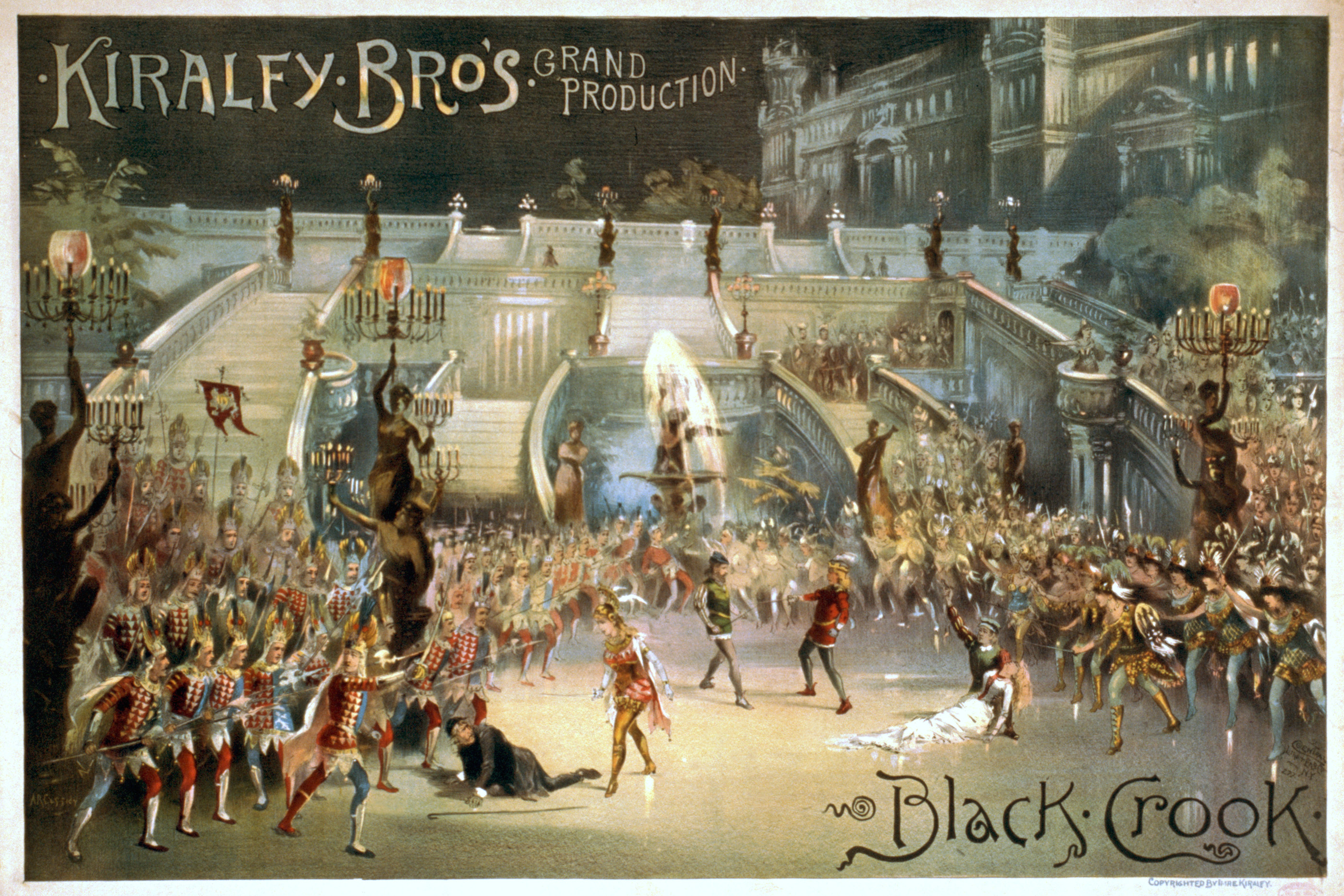
Cocoșatul negru (1866), considerată de unii istorici a fi primul muzical

Teatrul muzical este o formă de teatru care combină muzică, cântece, dialog vorbit și dans. Conținutul ei emoțional cuprinde umor, patos, dragoste, furie; la fel ca narațiunea, este transmisă prin cuvinte, muzică, mișcare și aspecte tehnice ale spectacolului ca un tot unitar. De la începutul secolului XX, piesele de teatru muzical de pe scenă au fost numite în general, pur și simplu „musicaluri”.
Musicalurile sunt puse în scenă pretutindeni în lumea întreagă. Ele pot fi prezentate în locuri largi, cum sunt producțiile cu buget mare de la teatrul West End și teatrul Broadway din Londra și New York sau din locuri mai mici ca teatrul Fringe, Off-Broadway sau producțiile regionale, în turneu sau ale grupurilor de amatori din școli, teatre și alte spații destinate spectacolelor. Pe lângă Marea Britanie și America de Nord, există scene de teatru muzical emoționante în multe țări din Europa, America Latină și Asia.
Printre musicalurile faimoase sunt incluse: Show Boat, Oklahoma!, Poveste din cartierul de vest, Fantasticii, Hair, A Chorus Line, Mizerabilii (musical), Fantoma de la Operă (musical din 1986), Rent (Chirie), și Producătorii (musical).

## Definiții
Cele trei componente ale unui musical sunt muzica, versurile și cartea.  Cartea unui musical se referă la povestirea spectacolului – de fapt versuri vorbite (nu cântate); totuși, "carte" poate face referire și la dialog și versuri împreună, ceea ce înseamnă uneori (ca în operă) un libret (italiană pentru “carte mică”).  Muzica și versurile formează partitura musicalului.  Interpretarea musicalului, făcută de o echipă creativă influențează modul în care este prezentat acel musical.  Echipa creativă include un regizor de teatru, un regizor muzical și de obicei, un coregraf.  Producția unui musical este caracterizată din punct de vedere creativ de aspecte tehnice, cum sunt decorul, costume, efecte speciale, lumini, etc. care, în general se schimbă de la o producție la alta (deși unele aspecte faimoase ale producției au tendința de a fi tăiate din producția originală, de exemplu, coreografia lui Bob Fosse din Chicago).  "Musicalul de casă" din secolul XX a fost definită ca piesă muzicală în care cântecele și dansurile sunt complet integrate într-o povestire bine conturată, cu scopuri dramatice serioase, care poate provoca emoții originale, deosebite de râsete.
Musicalul nu are o lungime fixă, variind de la spectacole scurte, de un act, la unele cu mai multe acte și durând ore întregi (sau chiar prezentări în mai multe seri); totuși, majoritatea musicalurilor variază de la o oră și jumătate la trei ore. Musicalurile de astăzi sunt prezentate de obicei în două acte, cu o pauză de zece până la douăzeci de minute. Primul act este aproape întotdeauna puțin mai lung decât cel de-al doilea, și introduce în general muzica. Un musical poate fi construit în jurul a patru până la șase mari teme muzicale care sunt reluate de-a lungul spectacolului, dintr-o serie de cântece care nu sunt direct legate din punct de vedere muzical. Dialogul vorbit se amestecă între numerele muzicale, deși se folosește și "dialogul cântat" sau recitativ, în special în așa-numitele musicaluri "cântate", cum sunt Mizerabilii și Evita.

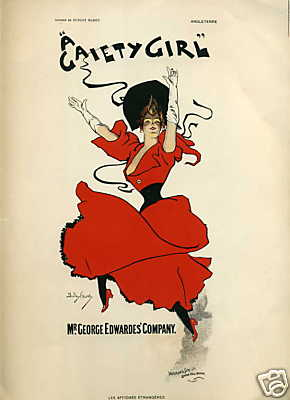
O fată veselă (1893) a fost unul dintre primele musicaluri de mare succes.

Teatrul muzical este strâns legat de o altă artă a interpretării, opera.  Aceste forme se deosebesc de obicei prin cântărirea mai multor factori.  Musicalurile sunt în general concentrate mai mult asupra dialogului vorbit (deși unele musicaluri sunt cântate în totalitate, cum sunt Jesus Christ Superstar și Mizerabilii; și pe de altă parte unele opere, cum sunt Flautul fermecat, și majoritatea operetelor, au câteva dialoguri neînsoțite de muzică), asupra dansului (în special susținut de actorii principali, dar și de cor), asupra folosirii unor genuri variate de muzică populară (sau cel puțin stiluri populare de cântat), și asupra evitării anumitor convenții de operă. În particular, un musical este aproape întotdeauna făcut în limba spectatorilor. Musicalurile produse în Londra sau New York, de exemplu, sunt cântate invariabil în engleză, chiar dacă au fost scrise în original într-o altă limbă (iarăși, Mizerabilii, scris în franceză în original, este un bun exemplu).
În timp ce un cântăreț de operă este mai întâi cântăreț și apoi actor (are nevoie doar rar să danseze), un artist de teatru musical este de obicei mai întâi actor și apoi cântăreț și dansator. Cineva care se pricepe la toate trei este numit "amenințare triplă". Compozitorii de muzică pentru musicaluri iau de multe ori în considerare cerințele vocale ale rolurilor pentru actorii de teatru musical, iar musicalurile puse în scenă folosesc în general un amplificație ale vocilor actorilor într-un mod care nu ar fi aprobat la operă. Unele lucrări (de exemplu, de Leonard Bernstein și Stephen Sondheim) au fost produse și ca „teatru musical” și ca „opere". În mod similar, unele operete mai vechi sau upere mai ușoare (cum sunt Pirații din Penzance de Gilbert și Sullivan) au fost făcute ca producții moderne sau adaptări și sunt considerate musicaluri. Sondheim a spus: "Cred că atunci când o piesă este jucată pe Broadway este un musical, iar când este jucată  într-o clădire a teatrului de operă, este o operă. Așa este. De fapt, din cauza teritoriului, provinciei și așteptărilor publicului devine un gen sau altul."
Acest articol se ocupă în primul rând de lucrările de teatru musical care sunt în mod distinct "ne-opere", dar mai sunt, inevitabil, suprapuneri între forme de operă mai ușoare și musicalurile complexe ori mai ambițioase: o regiune cenușie, în care stilurile de producție sunt aproape la fel de importante ca și conținutul muzical sau dramatic efectiv căruia îi aparține piesa. Izolate, niciuna dintre aceste caracteristici nu este cu adevărat "definitorie", iar practic, este adesea dificil să deosebim între tipurile variate de teatru musical ușor, inclusiv "operetă", "operă ușoară", "operetă comică", "farsă", "piesă muzicală", "comedia muzicală", "bufonadă", "parodie", "vodevil" și "spectacol de varieteu".
Momentele muzicale cele mai intense, din punct de vedere dramatic sunt adesea interpretate în cadrul cântecului. În mod proverbial, "când emoția devine prea puternică pentru a vorbi (sau recitativă) cânți; când devine prea puternică pentru a cânta, dansezi." Un cântec este compus cu măiestrie pentru a se potrivi cu personajul (sau personajele) și cu situația lor în cadrul povestirii; deși au fost perioade în istoria musicalului (exemplu, anii 1890 și 1920) când această integrare între muzică și povestire a fost totală. După cum a descris criticul Ben Brantley de la New York Times idealul cântecului în teatru în revizuirea refacerii din 2008 a spectacolului Gypsy, "Nu există delimitare între cântec și personaj, ceea ce se întâmplă în acele momente în care musicalurile ating un nivel înalt pentru a fi ideale."
Un musical se deschide adesea cu un cântec care dă tonul spectacolului, prezintă câteva dintre personajele principale și descrie decorul piesei. În cadrul duratei restrânse a musicalului, scriitorii trebuie să includă evoluția personajelor și intriga. Muzica oferă o modalitate de exprimare a emoției. Totuși, în mod tipic, mult mai puține cuvinte sunt cântate într-un cântec de cinci minute decât sunt vorbite într-un dialog de cinci minute. De aceea este mai puțin timp pentru dezbaterea dramei piesei față de o piesă obișnuită de aceeași lungime, deoarece un musical dedică de obicei mai mult timp muzicii decât dialogului.
Materialul pentru musicaluri este adesea original, însă multe musicaluri sunt adaptate după romane (Wicked și Omul din La Mancha), piese (Hello, Dolly!), legende clasice (Camelot), evenimente istorice (Evita) sau filme (Producătorii și Hairspray). Pe de altă parte, multe musicaluri familiare publicului au fost baza unor film muzical, cum sunt Sunetul Muzicii, West Side Story, My Fair Lady, Frumoasa și Bestia și Chicago. India produce numeroase filme muzicale, numite musicaluri de la „Bollywood”, iar Japonia produce muzicaluri în stil Anime. Un alt gen recent de musicaluri, numite „musicaluri de tonomat” (Mamma Mia!), produce cântece scrise (sau introduse) de un artist sau grup popular într-o poveste – uneori bazate pe viața sau cariera persoanei/grupului în discuție.

## Istorie

### Din antichitate până în Evul Mediu
Teatrul muzical din Europa datează din vremea teatrului grecilor antici, care includeau muzica și dansul în comediile și tragediile lor de pe scenă din al V-lea secol î. Hr. Dramaturgii Eschil și Sofocle au compus ei înșiși muzica pentru piese și au coregrafiat dansurile corului. comedii romane din secolul III î. Hr. al lui Plaut includea cântece, dans și orchestrație. Romanii au introdus inovații tehnice. De exemplu, au făcut pașii de dans mai ușor de auzit în teatrele largi și în aer liber, căci actorii romani și-au atașat folii de metal numite "sabilla" pe încălțăminte;– au fost primii pantofi de tap. Până în Evul Mediu, teatrul din Europa era constituit mai ales din menestreli călători și mici trupe de interpreți care cântau și făceau comedie. În secolele XII și XIII, dramele religioase, cum sunt Piesa lui Herod și Piesa lui Daniel îi învăța pe enoriași liturghia, pentru psalmodiile bisericești.  Mai târziu, "piesele misterioase" erau create pentru a reda povestiri biblice într-o înșiruire de părți distractive. Mai multe caravane de actori (scene pe roți) se mișcau prin oraș, iar un grup de actori rosteau rolul lor din povestire. După ce terminau, grupul se muta mai departe cu varavana lor, iar următorul grup sosea pentru a-și rosti rolul. Aceste piese au devenit o formă autonomă de teatru muzical, cu forme poetice uneori alternând cu dialoguri în proză și cântece liturgice. Poezia era îmbogățită cu melodii modificate sau complet noi.
Teatrul din India, cel muzical, datează tot din Antichitate. Teatrul sanscrit vechi avea o manieră stilistică superioară cu accent pe spectacol, în care muzica, dansul și gesturile erau combinate "pentru a  crea o unitate artistică vibrantă, dansul și mimica fiind centrale pentru experiența dramatică." Piesele de teatru sanscrit erau cunoscute ca natya, derivat de la cuvântul rădăcină nrit (dans), caracterizându-le ca piese de teatru cu un dans spectacular. Teatrul popular tradițional a devenit cunoscut în secolul X, după declinul teatrului sanscrit. Aceste tradiții regionale includ Yatra din Bengal, Ramlila din Uttar Pradesh și Terukkuttu din Tamil Nadu. În special, teatrul Parsi "a îmbinat realism și fantezie, musică și dans, povestire și spectacol, dialog practic și ingenuitate în prezentarea scenei, integrându-le în discursul dramatic numit melodramă. Piesele Parsi conțineau umor crud, cântece melodioase și muzică, senzualism și o măiestrie scenică uimitoare." Aceste tradiții din teatrul muzical au continuat în era modernă a Cinematografului din India, în special în filmele muzicale produse de Bollywood.

### De la Renaștere până în 1700
În Renaștere aceste forme au evoluat în commedia dell'arte, o tradiție italiană în care niște clovni răgușiți improvizau povestiri cunoscute și de acolo a rezultat opera bufă.

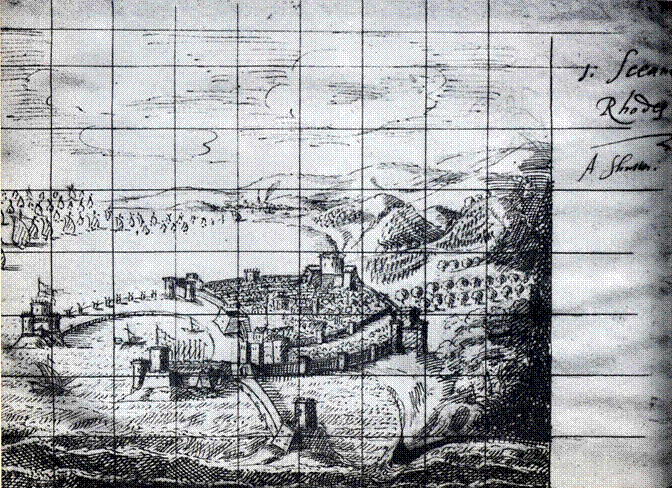
O vedere din Rhodes, desenată de John Webb, pentru a fi pictată pe un panou la prima reprezentație a piesei Asediul insulei Rodos, 1856

În Anglia, piesele de teatru elisabetane și iacobine includeau frecvent muzică de orgă, lăută, violă și cimpoi timp de o oră înaintea și în timpul spectacolului.  Piesele, în special piesele istorice și tragediile, erau adesea împărțite printr-o piesă muzicală, probabil derivată de la intermezzoul italian, cu muzică, glume și dans, sau erau urmate de o după-piesă cunoscută ca un bal, adesea constituit dintr-un dialog scandalos și calomniator pe melodii cunoscute (anticipând Opereta de baladă). Piesele-măști de la curte s-au dezvoltat în timpul dinastiei tudoriene. Piesele-măști erau spectacole elaborate în care era muzică, dans, cântece și teatru, adesea folosind costume scumpe și o configurare a scenei complexă, uneori făcută de un arhitect cunoscut cum este Inigo Jones, care a prezentat o alegorie respectuoasă cuprinzând lingușiri aduse unui patron nobil sau regal. Ben Jonson a scris multe piese-măști, adesea în colaborare cu Jones. Shakespeare a inclus secțiuni de piese-măști în multe dintre piesele sale.
Secțiunile muzicale a pieselor-măști au devenit piese cântate care sunt recunoscute ca opere engleze, prima fiind considerată  a fi Asediul insulei Rhodes de William Davenant (1656), la început prezentată într-un spectacol particular. În Franța, între timp, Molière a transformat mai multe dintre comediile sale farsă în varietăți muzicale cu cântece (pe muzica lui Jean Baptiste Lully) și dans din ultima parte a anilor 1600. Piesa lui Psyche a fost modelul pentru o operă engleză de Thomas Shadwell, numită Avarul și produsă în 1672. Davenant a produs Furtuna în 1667, fiind prima intrigă a lui Shakespeare pusă pe muzică și care a fost apoi adaptată de Shadwell într-o operă în 1674 (compusă de Matthew Locke și alții).  În jurul anului 1683, John Blow a compus Venus și Adonis, adesea considerată a fi prima operetă adevărată în limba engleză. Blow a fost urmat de Henry Purcell și o perioadă scurtă a opereta engleză. După moartea lui Charles al II-lea în 1685, opereta engleză a început să devină demodată.

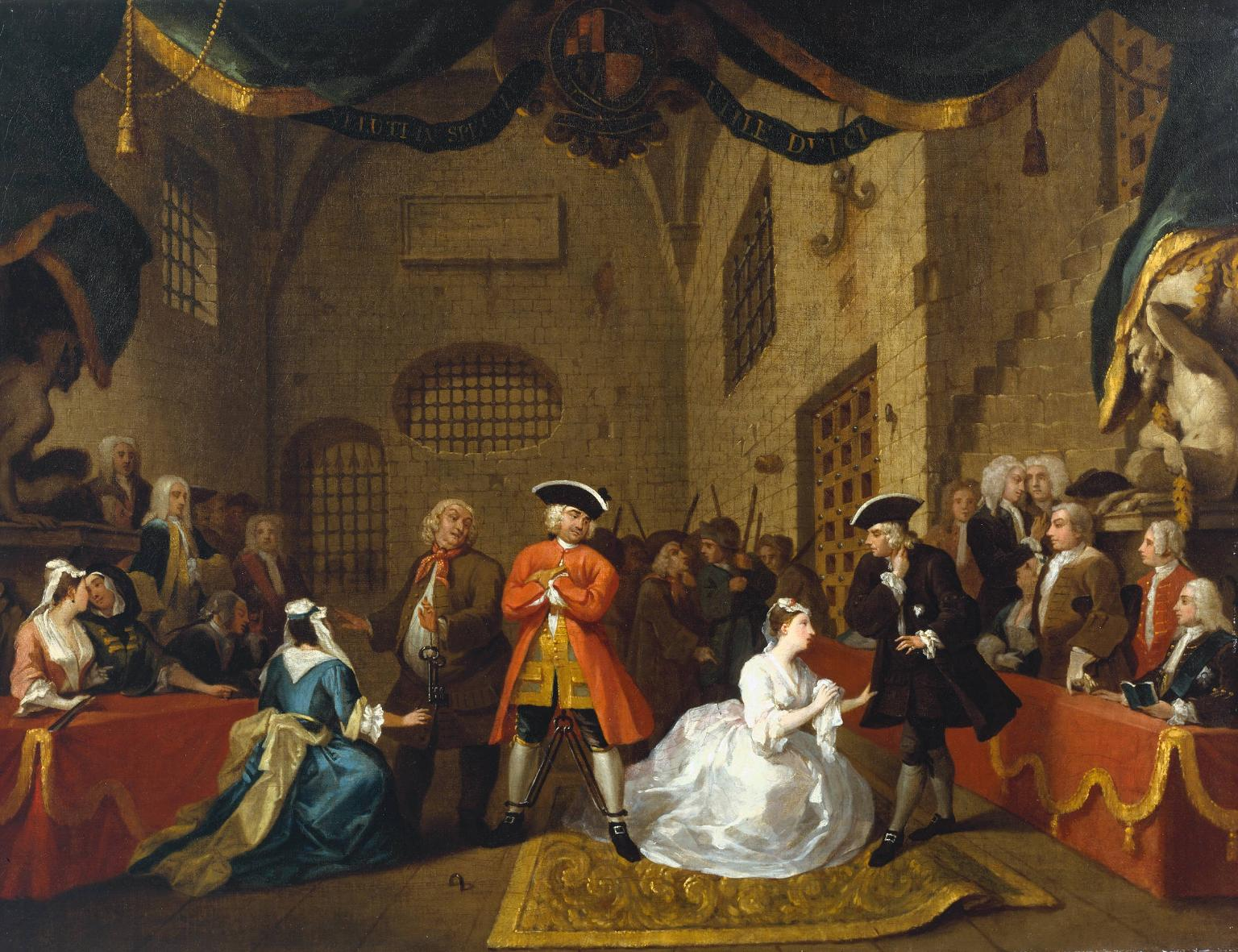
Pictură bazată pe Opereta cerșetorului, Scena V, William Hogarth, c. 1728

Până în anii 1700, două forme de teatru muzical erau la modă în Marea Britanie, Franța și Germania: operetele baladă, ca Opereta cerșetorului de John Gay (1728), care includea versuri scrise pentru melodii ale unor cântece cunoscute de pe vremea aceea (adesea operete-farsă) și operete comice, cu scoruri originale și cele mai romantice linii ale intrigii, ca Fata bohemiană de Michael Balfe (1845). Alte forme ale teatrului muzical s-au dezvoltat până în secolul al XIX-lea, cum sunt vodevilul, muzicalul britanic, melodrama și farsa. Melodramele și operetele comice, în special, erau la modă parțial deoarece majoritatea teatrelor din Londra aveau licență numai musicaluri și nu li se permitea să prezinte piese fără muzică. Oricum, numele unei piese nu definea în mod necesar ceea ce era. Bufonada de pe Broadway, numită Căprioara magică (1852) era denumită "O serie de povestiri comice tragice operaționale istorice extravagante burlesc de farmece."
Prima piesă de lung metraj înregistrată a fost Opereta cerșetorului, care a avut 62 de spectacole succesive în 1728. Abia după aproape un secol, o piesă va depăși 100 de spectacole, cu Tom și Jerry, pe baza cărții Viața în Londra (1821) și recordul a atins cifra de 150 la sfârșitul anilor 1820.
America colonială nu a avut prezență teatrală semnificativă până în 1752, când impresarul William Hallam din Londra a trimis doisprezece actori în colonii împreună cu fratele său, Lewis, ca impresar. Ei au pus bazele unui teatru în Williamsburg, Virginia și au început cu Negustorul din Veneția și Anatomistul. Compania teatrală s-a mutat la New York în vara anului 1753, dând spectacole de operetă-baladă cum ar fi Opereta cerșetorului și farsele-baladă, cum sunt Damon și Phillida. Până în anii 1840, P.T. Barnum organiza un complex de spectacole operând în Manhattan de jos. Teatrul din New York s-a mutat treptat de la periferie în centrul comercial al orașului în jurul anului 1850, căutând prețuri mai puțin mari ale terenurilor și nu a ajuns în zona Pieței Times până în anii 1920 și 1930. Primul muzical "de lung metraj" de pe Broadway a fost un succes de 50 de spectacole numit Piticii în 1857. Spectacolele din New York au continuat mult mai mult timp decât cele din Londra, însă "opereta comică muzicală" a Laurei Keene, numită Șapte surori (1860) a doborât recordurile anterioare din New York cu 253 spectacole.

### Dezvoltarea comediei muzicale
Prima piesă de teatru conform concepției moderne de muzical, adăugând dans și muzică originală, care ajuta relatarea povestirii, este în general considerată a fi Cocoșatul negru, care a avut premiera la New York în 12 septembrie 1866. Producția avea o durată copleșitoare de cinci ore și jumătate, însă în ciuda lungimii sale, a avut un record de 474 de spectacole. În același an, Dominoul negru/Între tine, mine și poștă a fost primul spectacol care s-a numit "comedie muzicală." Pe vremea aceea, în Anglia, teatrul muzical era alcătuit mai ales din music hall, adaptări ale operetei franceze și muzicaluri burlesc, mai ales la Teatrul Gaiety începând din 1868. Ca reacție la acesta, au fost create câteva spectacole de prietenie în familie, cum ar fi Spectacolele germane Reed.
Comedianții Edward Harrigan și Tony Hart au produs și au fost protagoniștii unor muzicaluri pe Broadway între 1878 (Picnicul Gărzii Mulligan) și 1885, după cartea și versurile lui Harrigan și pe muzica socrului său, David Braham. Aceste comedii muzicale aduceau în prim plan personaje și situații luate din viața de zi cu zi a clasei de jos din New York și reprezenta un pas semnificativ înainte față de vodevil și burlesc și către o formă mai cultă. Ele aveau ca protagoniști cântăreți de calitate ridicată, ca (Lillian Russell, Vivienne Segal și Fay Templeton) în locul unor doamne cu faimă îndoielnică, așa cum au fost vedetele formelor muzicale anterioare.

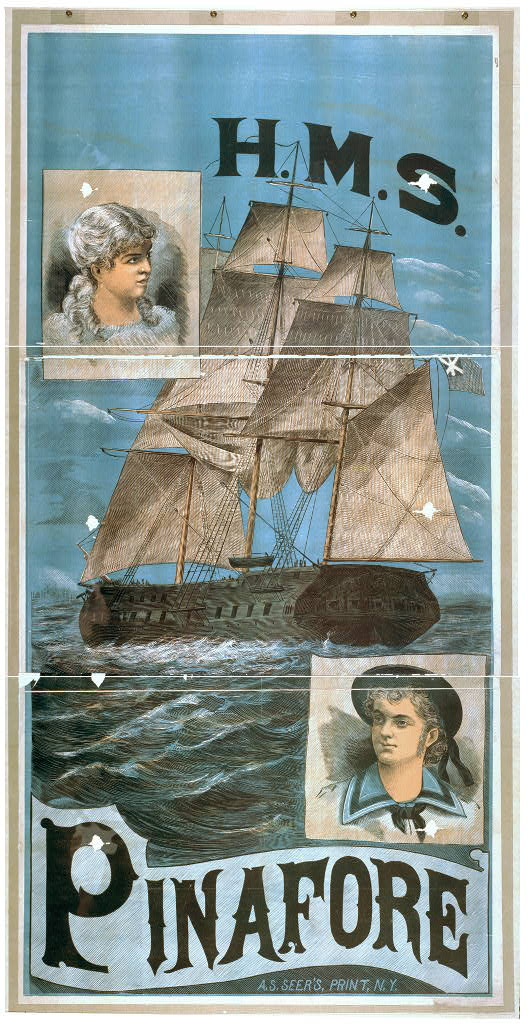
Afiș al unei producții timpurii.

Lungimea duratei pieselor de teatru s-a schimbat rapid cam în aceeași perioadă în care s-a născut muzicalul modern. Pe măsură ce s-au îmbunătățit mijloacele de transport, sărăcia din London și New York s-a micșorat, iar iluminarea străzilor destinată călătoriilor în siguranță pe timp de noapte a evoluat și numărul de patroni posibili ai teatrelor tot mai numeroase a crescut enorm. Piesele durau mai mult și totuși aveau spectatori mulți, ceea ce a dus la profituri mai mari și a îmbunătățit valoarea producțiilor. Prima piesă care a avut 500 de spectacole consecutive a fost comedia (non-muzicală) din Londra Băieții noștri, având premiera în 1875, care a atins un nou record uimitor de 1,362 de spectacole.
Acest record nu a fost egalat pe scena muzicală până la Primul Război Mondial, însă teatrul muzical a depășit în curând cifra de 500 de spectacole în Londra, mai ales prin seria de mai mult de doisprezece spectacole făcute de Gilbert și Sullivan, fiind spectacole de mare succes, opere comice, inclusiv H.M.S. Pinafore în 1878 și Mikado în 1885. The Carilonurile din Normandia, 1878 (adaptată după Clopotele lui Corneville din franceză), care a avut 705 spectacole în Londra, întrecând piesele lui Gilbert și Sullivan. Recordul acesta nu a fost depășit de nicio altă piesă de teatru muzical până la spectacolul de mare succes care a depășit în 1886 recordul, făcut de Alfred Cellier și B. C. Stephenson, cu titlul Dorotea (un spectacol aflat la intersecția operei comice și a comediei muzicale), cu 931 de spectacole, care a fost urmărit (dar nu egalat) de mai multe dintre cele mai bune muzicaluri de succes din Londra din anii 1890. Alți compozitori britanici din perioada aceea au fost Edward Solomon și F. Osmond Carr. Cel mai cunoscut dintre aceste spectacole a avut producții de succes la New York și turnee în Marea Britanie, America, Europa, Australasia și Africa de Sud. Aceste spectacole aveau prețuri potrivite pentru publicul "respectabil", ceea ce constituie un contrast marcant față de spectacolele picante burlesc, melodrame, muzicaluri obscene și operete prost traduse din franceză, care dominau scena în perioadele anterioare din secolul al XIX-lea și au atras spectatori mai degrabă abătuți, care căutau distracții.
O călătorie în Chinatown (1891) de Charles Hoyt a fost campion multă vreme pe Broadway (până la Irene în 1919), având 657 spectacole. Operele comice ale lui Gilbert și Sullivan au fost plagiate și imitate în New York de producții ca Robin Hood (1891) de Reginald de Koven și El Capitan (1896) de John Philip Sousa. O călătorie la Coontown (1898) a fost prima comedie muzicală produsă și interpretată integral de Africani Americani într-un teatru de pe Broadway (inspirată mai ales din spectacolele menestrelilor), urmată de Clorindy Originea stilului de dans Cakewalk (1898), cu o nuanță de ragtimeși În Dahomey (1902), care a avut un succes foarte mare. Sute de comedii muzicale au fost prezentate pe Broadway în anii 1890 și la începutul anilor 1900 cuprinzând cântece scrise în Tin Pan Alley din New York de compozitori cum sunt Gus Edwards, John Walter Bratton și George M. Cohan (Little Johnny Jones (1904)). Totuși, spectacolele din New York au continuat să fie relativ scurte, cu mici excepții, comparativ cu spectacolele din Londra, până în anii 1920.

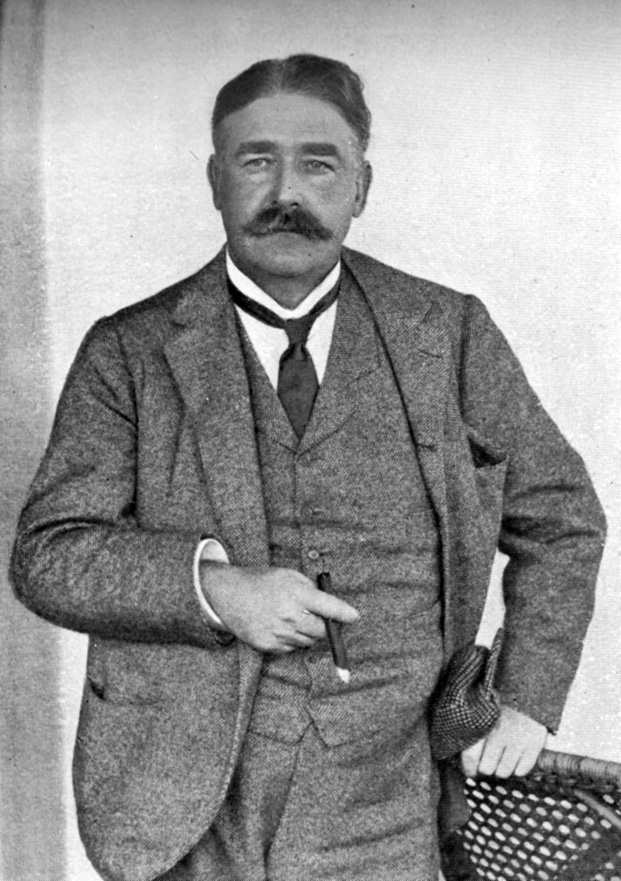
George Edwardes

Între timp, muzicalurile s-au extins pe scena din Londra în așa-numita perioadă Anii Nouăzeci Cei Veseli. George Edwardes renunțase la conducerea Teatrului Savoy al lui Richard D'Oyly Carte. El a preluat Teatrul Gaiety și, la început, a îmbunătățit calitatea burlescului de la vechiul Teatrul Gaiety. El a înțeles că spectatorii doreau o nouă alternativă pentru operele comice în stil Savoy și satira lor intelectuală, politică și a absurdului. El a experimentat unstil de teatru muzical cu haine moderne, pentru toată familia, folosind o persiflare plină de vervă, elegantă și romantică, folosind cântece populare și spectacole cu stil la teatrul Gaiety, Teatrul lui Daly și în alte localuri. Acestea se bazau pe tradiția operei comice și foloseau și elemente de burlesc și ale pieselor lui Harrigan și Hart. el a înlocuit femeile de la bordel cu ansambluri "respectabile" de Fete Gaiety care dansau și cântau pentru a completa distracția muzicală și vizuală. Succesul primei piese dintre acestea, În Oraș în 1892 și a piesei Fata veselă în 1893, a confirmat că Edwardes este pe drumul pe care îl urma. Aceste "comedii muzicale", după cum le numea el, au revoluționat scena din Londra și au dat tonul pentru următoarele trei decenii.
Spectacolele de succes ale lui Edwardes de la început, la Gaiety, au inclus o serie de spectacole ușoare și romantice cu o "fată săracă, îndrăgostită de un aristocrat, care-l cucerește în ciuda tuturor piedicilor", de obicei având cuvântul "Fata" în titlu, inclusiv în Fata de la magazin (1894) și Fata care a fugit (1898), pe muzica lui Ivan Caryll și a lui  Lionel Monckton. Aceste spectacole au fost imediat copiate mult la alte teatre din Londra (și în curând în America) și comedia muzicală Edwardiană a depășit formele muzicale anterioare ale operei și operetei comice. La Teatrul lui Daly, Edwardes a prezentat spectacole de comedii de mare succes puțin mai complexe. Geișa (1896) de Sidney Jones, pe versuri de Harry Greenbank și Adrian Ross, apoi San Toy (1899) al lui Jones, fiecare a avut spectacole timp de mai mult de doi ani și au avut un succes internațional foarte mare.
Comedia muzicală britanică Florodora (1899) de Leslie Stuart și Paul Rubens au avut un mare succes pe ambele maluri ale Atlanticului, la fel ca și Lună de miere chinezească (1901), de poetul liric britanic George Dance și compozitorul născut în America, Howard Talbot, care a avut un record de 1,074 de spectacole în Londra și 376 în New York. Povestirea se ocupă de cuplurile care își petrec luna de miere în China și încalcă din neatenție legile sărutului (variante ale piesei Mikado). Frumoasa din New York (1898) a avut 697 spectacole în Londra după o scurtă perioadă în care a avut spectacole în New York, devenind primul muzical american care a avut spectacole mai mult de un în Londra. După începutul secolului, Seymour Hicks (care și-a unit forțele cu producătorul american Charles Frohman) a scris spectacole cunoscute, împreună cu compozitorul Charles Taylor și alții, iar Edwardes și Ross au continuat să își prezinte spectacolele de mare succes, ca Toreadorul (1901), O fată de la țară (1902), Orhideea (1903), Fetele din Gottenberg (1907) and Domnișoara noastră Gibbs (1909). Alte comedii muzicale care au fost spectacole de succes edwardiene au fost Idilicii (1909) și Fata din secta tremurătorilor (1910).

### Opereta și Primul Război Mondial
Probabil că cei mai cunoscuți compozitori de operetă, începând cu a doua jumătate a secolului al XIX-lea, au fost Jacques Offenbach și Johann Strauss II (de obicei interpretate alături de traduceri de proastă calitate, în Londra și New York). În Anglia, în anii 1870 și 1880, W. S. Gilbert și Arthur Sullivan au creat o alternativă mai acceptabilă a operetei franceze, numită operă comică britanică. Deși muzicalurile britanice și americane din anii 1890 și primii câțiva ani ai secolului XX au îndepărtat efectiv opereta și opera comică de pe scenă, operetele s-au întors în Londra și Broadway în 1907 cu Văduva veselă, iar operetele și muzicalurile au devenit, pentru o perioadă, competitori direcți.

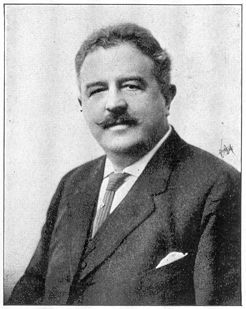
Victor Herbert

În primii ani ai secolului XX, adaptările în limba engleză a operetelor continentale din secolul XIX, ca și operetele unei noi generații de compozitori europeni, cum ar fi Franz Lehár și Oscar Straus, printre alții, s-au împrăștiat în yonele în care se vorbește limba engleză, iar Victor Herbert, ale cărui lucrări cuprindeau câteva piese muzicale intime cu decoruri moderne, dar și un șir de operete faimoase (The Fortune Teller (operetă) (Cel care citește viitorul) (1898), Babes in Toyland (operetă) (Copii în țara jucăriilor) (1903), Mlle. Modiste (Domnișoara Modiste) (1905), The Red Mill (Moara roșie) (1906) și Naughty Marietta (operetă) (Marieta cea neastâmpărată) (1910)). Acestor compozitori de operetă li s-au alăturat compozitorii și libretiștii britanici și americani din anii 1910, inclusiv P. G. Wodehouse, Guy Bolton și Harry B. Smith (spectacolele "Prințesa teatrului"). Urmând modelul lui Gilbert și Sullivan, ei au pavat drumul pentru munca de mai târziu a lui Jerome Kern, arătând că un muzical poate combina divertisment ușor, de succes, dar și continuitatea dintre povestire și cântece.
Câștigătorul acestei competiții între operetă și muzicaluri a fost publicul care mergea la teatru și care avea nevoie de un divertisment nostim, ca evadare, în timpul vremurilor întunecate ale primului război mondial și au invadat teatrele pentru hituri de teatru muzical, cum au fost Maid of the Mountains (Fata munților), Irene (a cărui durată de 670 de spectacole a fost un record pe Broadway, care s-a menținut până la Hellzapoppin din 1938) și în special Chu Chin Chow (a cărui durată de 2,238 de spectacole, mai mult decât dublul muzicalului anterior, a stabilit un record care a dura aproape patruzeci de ani până la Salad Days - Zilele salatei), ca și spectacolele populare de revistă, ca The Bing Boys Are Here (Băieții Bing sunt aici). Moștenirea compozitorilor de operetă a fost o inspirație pentru următoarea generație de compozitori de operete și muzicaluri din anii 1920 și 1930, cum sunt Rudolf Friml, Irving Berlin, Sigmund Romberg, George Gershwin, și Noel Coward, iar acestea, în schimb, i-au influențat pe Rodgers, Sondheim și pe mulți alții de mai târziu, în același secol.
În același timp, faptul că teatrul muzical britanic era pe primul loc la sfârșitul secolului al XIX-leas-a schimbat și a fost înlocuit treptat de inovatori americani, în primele decade ale secolului al XX-lea, în timp ce George M. Cohan a umplut teatrele cu divertismente muzicale pline de viață, iar compozitorii de la Tin Pan Alley au început să producă hituri internaționale și stiluri muzicale noi, ca ritm de dans puternic sincopat și jazz au fost create, iar frații Shubert au început să preia controlul teatrelor de pe Broadway. Autorul european de teatru muzical Andrew Lamb notează: "Triumful lucrărilor americane aupra celor europene din primele decade ale secolului al XX-lea a apărut pe fondul unei schimbări ale decorului social. Stilul de operă și cel teatral aparținând structurilor sociale din secolul nouăsprezece au fost înlocuite de un stil muzical mult mai potrivit pentru societatea secolului al XX-lea și pentru dialogul local. În America a apărut un stil mai direct și tot în America a înflorit acest stil, într-o societate în curs de dezvoltare, care era mai puțin limitată de restricții decât tradiția secolului al XIX-lea."

### Anii 1920 cei țipătoriși marea criză
Apariția filmului a adus o provocare pentru succesul pieselor de teatru de pe scenă. La început, filmele erau mute și făceau puțină concurență scenei. Însă la sfârșitul anilor 1920, filme ca The Jazz Singer (film 1927) (Cântărețul de jazz) era prezentat folosind sunete sincronizate, iar criticii se întrebau dacă cinematograful va înlocui teatrul complet. Muzicalurile Roaring Twenties (Anii douăzeci țipători), împrumutând din vodevil, music hall și alte divertismente ușoare, aveau tendința să ignore intriga în favoarrea evidențierii actorilor și actrițelor, protagoniști, sau stilului de dans și cântecelor populare. În prima jumătate a secolului XX, muzica populară a fost dominată de autorii de piese de teatru. Multe spectacole erau doar spectacole de revistă, cu intrigă aproape inexistentă. De exemplu, Florenz Ziegfeld a produs anual spectacole de varietăți imprsionante pe Broadway, cu decoruri extravagante și costume complicate, însă numerele de varietăți nu erau legate unul de celălalt. În Londra, Aldwych Farces (Farsele Aldwych) aveau și ele succes, iar staruri ca Ivor Novello erau populare. Aceste spectacole au ridicat și valoarea producției, iar a monta un muzical a devenit în general mai scump.

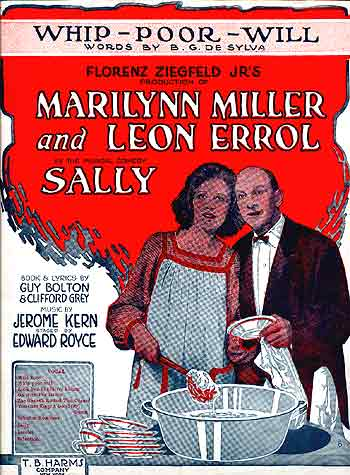
Partitură din Sally, 1920

Tipic pentru această decadă au fost producțiile ușoare ca Sally; Lady Be Good (muzical) (Doamnă, să fii cuminte); Sunny; No, No, Nanette; Oh, Kay!; și Funny Face (Față caraghioasă). Cărțile lor au fost probabil demne de a fi uitate, însă au produs standarde foarte durabile, de la George Gershwin, Cole Porter, Jerome Kern, Vincent Youmans, Richard Rodgers și Lorenz Hart, printre alții și staruri ca Marilyn Miller și Fred Astaire. Publicul băteau din picioare pe ritmul acestor muzicaluri pe ambele maluri ale oceanului Atlantic, în timp ce continuau să ocrotească operetele populare, care apăreau în Europa continentală și erau scrise de compozitori ca Noel Coward din Londra sau Sigmund Romberg și Rudolf Friml din America. În mod clar, cinematograful nu a distrus teatrul.
Lăsând la o parte acele spectacole comparativ frivole dinainte și făcând teatrul să înainteze foarte mult, dincolo de Victor Herbert și opera sentimentală, Show Boat, care a avut premiera în 27 decembrie 1927 la teatrul Ziegfeld din New York, această perioadă a reprezentat o integrare mult mai bună a cărților și a șanselor de reușită, cu teme dramatice, după cum erau musica, dialogul, decorul și mișcarea, țesute împreună mult mai strâns decât în muzicalurile anterioare. Show Boat (Spectacol pe vapor), cu o carte și versuri adaptate după romanul scris de Edna Ferber, de Oscar Hammerstein II și P. G. Wodehouse, iar muzica de Jerome Kern, prezentând un nou concept care a fost acceptat imediat de public. "Acum apare un gen complet nou – piesa muzicală deosebită de comedia muzicală. Acum... piesa era cea mai importantă, iar tot restul era inferior piesei. Acum... a apărut integrarea completă a cântecului, umorului și numerelor de producție într-o singură entitate artistică."  În ciuda temelor sale surprinzătoare—căsătoria între persoane de rase diferite fiind printre ele—producția originală a avut în total 572 (sau 575, în funcție de surse) de spectacole. Totuși, Broadway a fost depășit, în general, de Londra. Prin comparație, în 1920, The Beggar's Opera (Opera cerșetorului) a început un șir uimitor de 1,463 de spectacole date la teatrul Lyric din Hammersmith, Anglia.

### Anii 1930

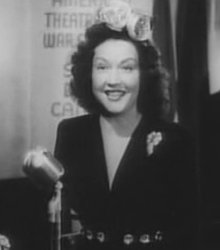
Ethel Merman

Marea Criză a afectat publicul de teatru de pe ambele părți ale Atlanticului, căci oamenii aveau bani puțini de cheltuit pentru spectacole. În plus, filmele "vorbite", având prețuri mici, erau o competiție puternică pentru teatrul de orice fel. Doar câteva spectacole de pe Broadway sau din Londra au depășit 500 de spectacole. Totuși, pentru cei care își permiteau, aceasta era o perioadă captivantă în dezvoltarea teatrului muzical. Încurajate de succesul spectacolului Show Boat (Spectacol pe vapor), echipe creative au început să urmeze "formatul" acelui hit popular.  Of Thee I Sing (Cânt despre tine) (1931), o satiră politică pe muzica lui George Gershwin, iar versuri de Ira Gershwin și Morrie Ryskind, a fost primul muzical care a primit Premiul Pulitzer. The Band Wagon (Vagonul formației) (1931), a avut ca protagoniști pe cei doi parteneri de dans Fred Astaire și sora lui, Adele. Piesa lui Porter Anything Goes (Orice e acceptat) (1934) a fundamentat poziția actriței Ethel Merman ca prima doamnă a teatrului muzical;– titlu pe care l-a menținut timp de mulți ani. As Thousands Cheer (Când mii de oameni aplaudă) (1933) a fost un succes al lui Irving Berlin și Moss Hart, care a marcat ultimul spectacol al actriței Marilyn Miller și primul spectacol de Broadway care avea ca protagonist o afro-americană, Ethel Waters).
Opera lui Gershwin, Porgy and Bess (1935) a fost mai apropiată de operă decât Show Boat (Spectacol pe vapor) și alte muzicaluri din acea perioadă și în unele privințe prevestea muzicaluri ca cele de "operă", ca West Side Story (Poveste din zona de vest) și  Sweeney Todd. The Cradle Will Rock (Leagănul se va mișca) (1937), cu o carte de Marc Blitzstein și regizat de Orson Welles, a fost o piesă cu multe implicații politice care, în ciuda controversei din jurul ei, a reușit să aibă 108 spectacole. Muyicalul lui Kurt Weill Knickerbocker Holiday (Vacanța unui new-yorker) a adus pe scena muzicală din New York, folosind ca sursă scrieri de Washington Irving, în timp ce satirizează bunele intenții ale președintelui Franklin D. Roosevelt.

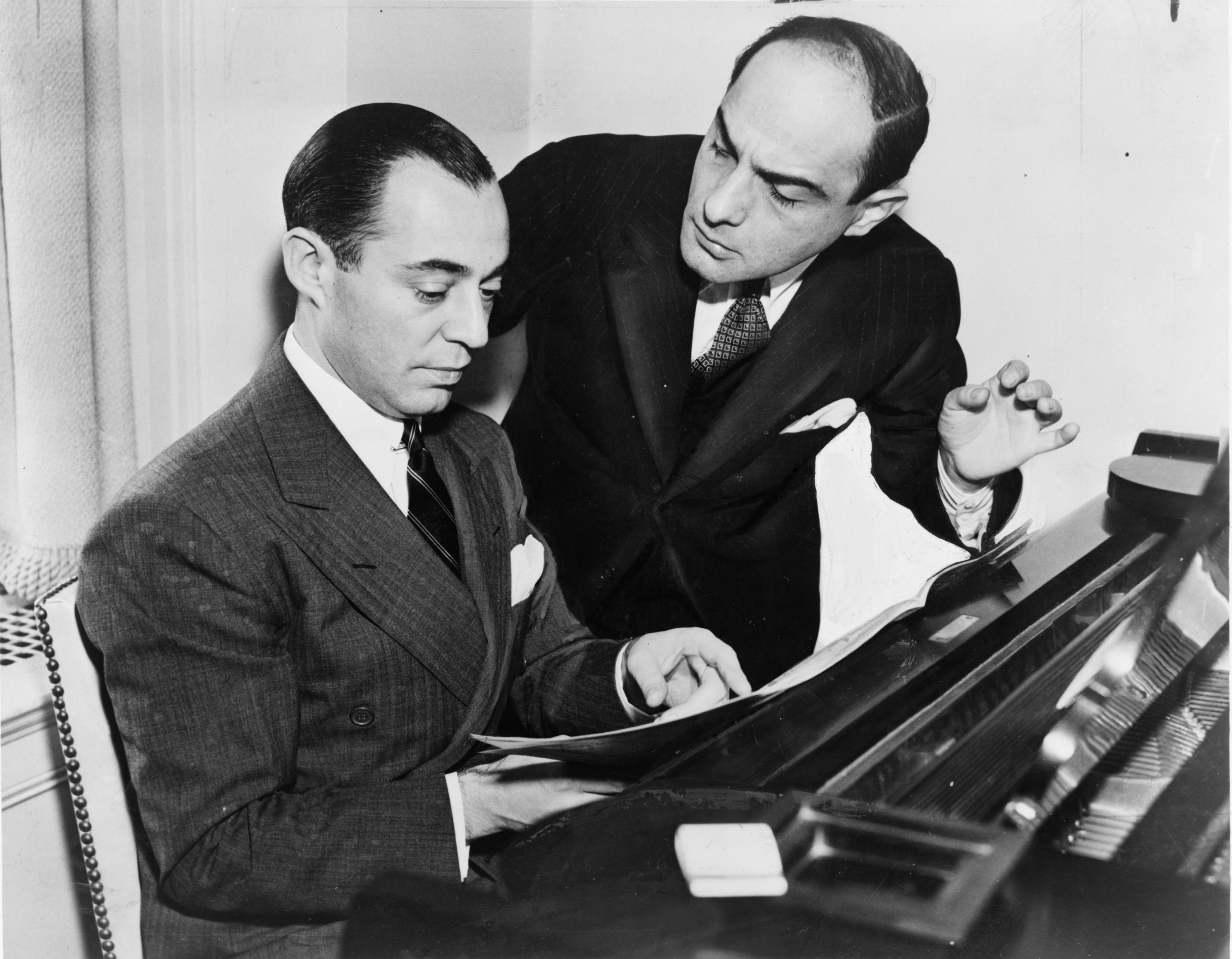
Rodgers and Hart

Scriitorii britanici, ca Noel Coward și Ivor Novello, au continuat să producă muzicaluri de modă veche și sentimentale, ca The Dancing Years (Anii dansului). În mod similar, Rodgers & Hart s-au întors de la Hollywood pentru a produce o serie de spectacole de succes ușoare pe Broadway, inclusiv On Your Toes (Pe vârfuri)(1936, cu Ray Bolger, primul muzical de pe Broadway care a folosit, pentru efectul dramatic, dansul clasic), Babes In Arms (1937), I'd Rather Be Right (Prefer să am dreptate), o satiră politică, cu George M. Cohan ca președintele Franklin D. Roosevelt, și The Boys From Syracuse (Băieții din Siracuza) (1938), și Cole Porter au scris un șir asemănător de spectacole de succes, inclusiv Anything Goes (Orice e acceptat) (1934) și DuBarry Was a Lady (DuBarry era o doamnă) (1939). Mai târziu, el a scris mult pentru clasici cum sunt Can-Can (1953) și Silk Stockings (Ciorapi de mătase) (1955). Însă piesa de teatru muzical care a avut cele mai multe spectacole din anii 1930 a fost Hellzapoppin (1938), un spectacol de varietăți cu participarea publicului, care a avut 1,404 de spectacole, fixând un nou record pe Broadway care a fost apoi depășit de Oklahoma!
În ciuda nenorocirilor economice și competiția susținută de film, muzicalul a supraviețuit. De fapt, mișcarea către satira politică din Of Thee I Sing (Despre tine cânt), I'd Rather Be Right (Prefer să am dreptate) și Knickerbocker Holiday, împreună cu sofisticarea muzicală a muzicalurilor lui Gershwin, Kern, Rodgers și Weill și stilul dialogului alert pe scenă creat de  regizărul George Abbott a demonstrat că teatrul muzical a evoluat în sfârșit dincolo de trucuri și de muzicaluri cu fete care dansează din Gay Nineties și Roaring Twenties, precum și din romanțele sentimentale din operete.

### Epoca de Aur(din anii 1940 până în anii 1960)

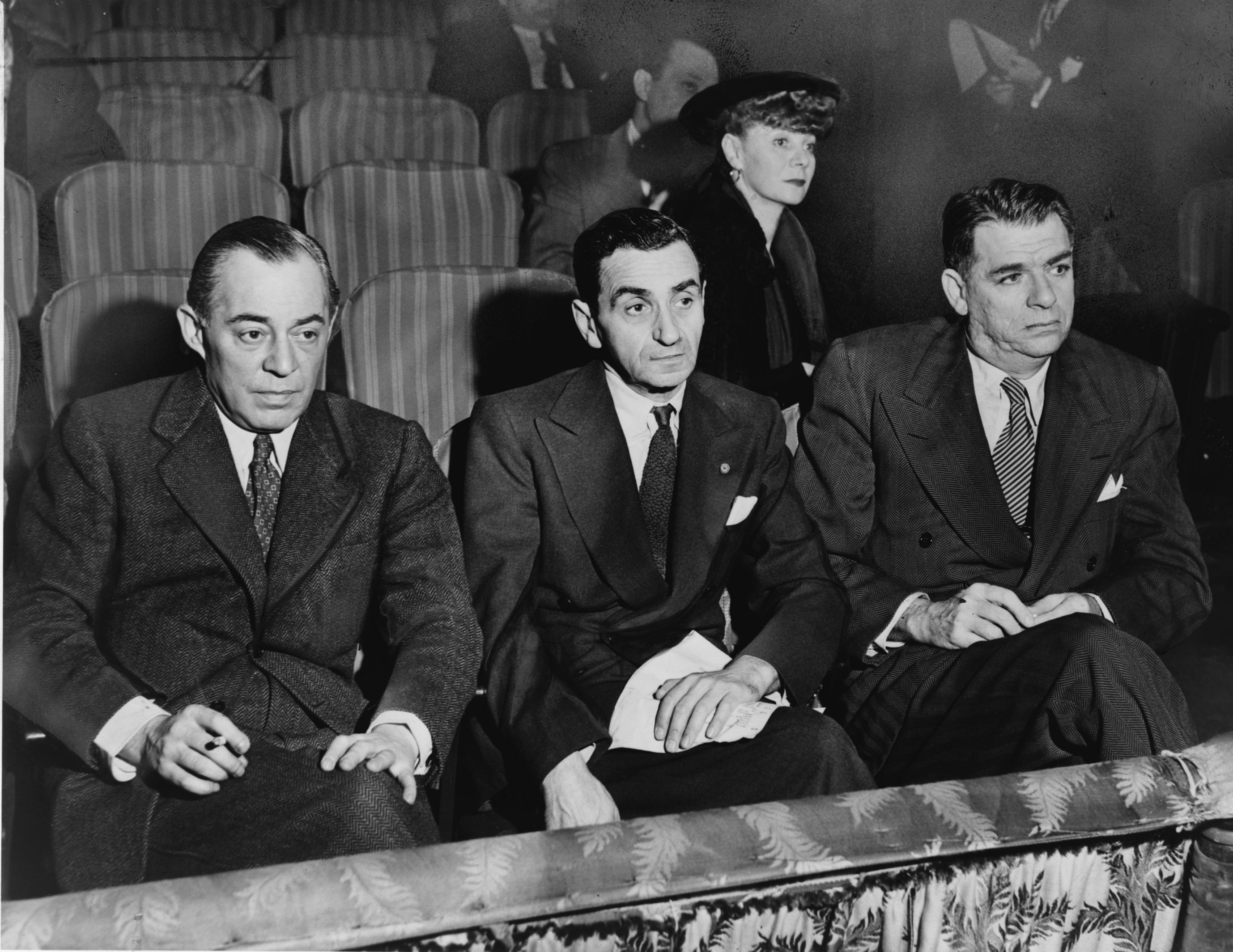
Rodgers și Hammerstein (stânga și dreapta) și Irving Berlin (centru)

#### Anii 1940
Anii 1940 încep cu mai multe succese din partea lui Porter, Irving Berlin, Rodgers și Hart, Weill și Gershwin, unii dintre ei dând peste 500 de spectacole, în timp ce economia își revenea, iar schimbările artistice erau în vogă.
Spectacolul dat de Rodgers și Hammerstein, Oklahoma! a finalizat revoluția începută de Show Boat, prin strânsa integrare a tuturor aspectelor care aparțin teatrului muzical, cu o intrigă coezivă, cântece care continuau acțiunea povestirii și cu numere de balet frumoase și alte  dansuri care avansau intriga și deyvoltau caracterul personajelor, în loc de a folosi dansul ca o scuză pentru a promova parada unor femei îmbrăcate sumar pe scenă. Rodgers și Hammerstein l-au angajat pe coregraful de balet Agnes de Mille, care a folosit mișcări obișnuite pentru a ajuta personajele să își exprime ideile. Spectacolul sfida convențiile muzicale, ridicând cortina în actul întâi, nu prezentând un grup de fete care fac parte dintr-un cor, ci o femeie care bate untul, cu o voce din afara scenei care cântă primele versuri din Oh, ce dimineață frumoasă. A fost primul spectacol de pe Broadway de mare succes, cu un total de 2,212 de  spectacole, iar mai târziu a fost făcut un film după acest spectacol. A rămas una dintre cele mai des produse dintre proiectele echipei acesteia. William A. Everett și Paul R. Laird au scris că acesta a fost un "spectacol, care, asemenea spectacolului Show Boat, a devenit un succes, astfel încât istoricii de mai târziu, care au scris despre momentele importante din teatrul secolului al XX-lea vor începe să identifice erele în funcție de relația lor cu Oklahoma!"
"După Oklahoma!, Rodgers și Hammerstein au devenit cei mai importanți contribuitori la piesa muzicală din... Exemplele pe care le-au dat ei în crearea unor piese de importanță vitală, adesea puternic pătrunse de gânduri sociale, au furnizat încurajarea necesară pentru alți scriitori pentru a crea piese muzicale personale". Cei doi colaboratori au creat o colecție  extraordinară de câteva dintre cele mai îndrăgite și mai durabile piese de teatru muzical musical, inclusiv Carusel (1945), Sudul Pacificului (1949), Regele și eu (1951) și Sunetul muzicii (1959). Unele dintre aceste muzicaluri, inclusiv Oklahoma!, Carusel, Sudul Pacificului și Regele și eu, se ocupă cu subiecte mai serioase decât majoritatea spectacolelor dinainte most: personajul negativ din Oklahoma! este un suspect de crimă și un psihopat, căruia îi plac cărțile poștale deocheate; Carousel se ocupă cu abuzul între soți, hoție, sinuciderea și viața de dincolo de moarte; Sudul Pacificului explorează relațiile dintre persoanele de rase diferite chiar mai amănunțit decât Show Boat; iar eroul piesei Regele și eu moare pe scenă.
Materiale care se referă la cultura și folclorul american au apărut în piesele de pe Broadway în timpul perioadei numite "Epoca de aur", cum a fost ciclul de spectacole dedicat perioadei de război. Un exemplu de acest fel este În oraș (1944), scris de Betty Comden și Adolph Green, compus de Leonard Bernstein și coreografia a fost făcută de Jerome Robbins. Muzicalul are ca fundal perioada războiului, când un grup de trei marinari au o permisie de 24 de ore în New York. În timpul acelei zile, fiecare dintre ei se întâlnește cu o femeie minunată. Femeile din acest spectacol au putere specifică asupra lor, parcă ar spune: "Vino aici! Am nevoie de un bărbat!" Spectacolul dă și impresia unei țări cu un viitor nesigur, așa cum au și marinarii, alături de femeile lor înainte de a pleca.
Oklahoma! i-a inspirat pe alții să continue în această direcție.  Irving Berlin a folosit cariera unui trăgător de elită pe nume Annie Oakley, ca bază pentru Annie are o armă (1946, 1,147 de spectacole); Burton Lane, E. Y. Harburg și Fred Saidy au combinat satira politică și bizareria irlandeză pentru fantezia lor Curcubeul lui Finian (1947, 1,725 de spectale); și Cole Porter a găsit inspirație în piesa lui William Shakespeare Îmblânzirea scorpiei pentru Sărută-mă, Kate (1948, 1,077 de spectacole). Muzicalurile americane au distrus spectacolele britanice în stil vechi Coward/ spectacole în stil Novello, unul dintre ultimele mari succese din care făcea parte spectacolul lui Novello Probabil pentru a visa (1945, 1,021 de spectacole).

#### Anii 1950

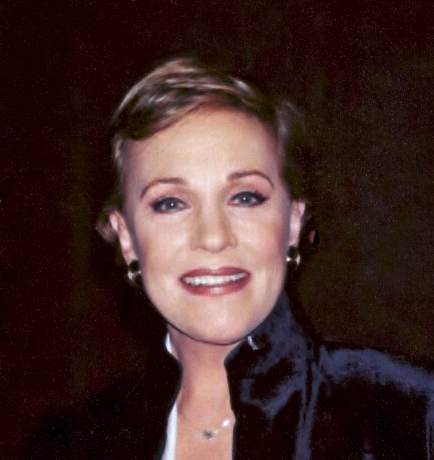
Julie Andrews

Personajele complexe create de Damon Runyon au fost baza spectacolului făcut de Frank Loesser și Abe Burrows' numit Băieți și fete, (1950, 1,200 de spectacole); iar Goana după aur a fost decorul pentru Alan Jay Lerner și spectacolul lui Frederick Loewe Vopsește-ți camionul (1951). Cele șapte scurte luni în care a rulat acel spectacol nu i-a descurajat pe Lerner și Loewe să mai colaboreze iarăși, de data aceata la My Fair Lady (1956), o adaptare după piesa lui George Bernard Shaw, Pygmalion, avându-i ca protagoniști pe Rex Harrison și Julie Andrews, care, având 2,717 de spectacole a deținut recordul timp de mulți ani. Filme populare de la Hollywood au fost făcute după toate aceste muzicaluri. Prietenul (1954) a avut 2,078 de spectacole în Londra, devenind pentru scurt timp al treilea muzical care a avut numeroase spectacole în istoria scenelor West End sau Broadway (după Chu Chin Chow și Oklahoma!), până când a fost depășit de Zilele salatei. A marcat debutul actriței Julie Andrews' în America. Un alt record a fost atins de Opera de trei peni, care a avut 2,707 de spectacorle, devenind spectacolul din afara Broadway-ului cu cele mai multe spectacole până când a apărut Fantasticii. Producția a însemnat un început pentru muzicalurile care sunt profitabile în afara Broadway-ului la scară mică, cu o orchestră mică. Acest lucru a fost confirmat în 1959 când a avut loc o reapariție a piesei lui Jerome Kern și P. G. Wodehouse, Lăsați totul în seama Janei, care a durat mai mult de doi ani. Sezonul din 1959–1960 în afara Broadway-ului includea o duzină de muzicaluri și spectacole de revistă printre care Micuța rază de soare Mary, Fantasticii și Ernest îndrăgostit, o adaptare muzicală a comediei lui Oscar Wilde din 1895 Ce înseamnă să fii onest.

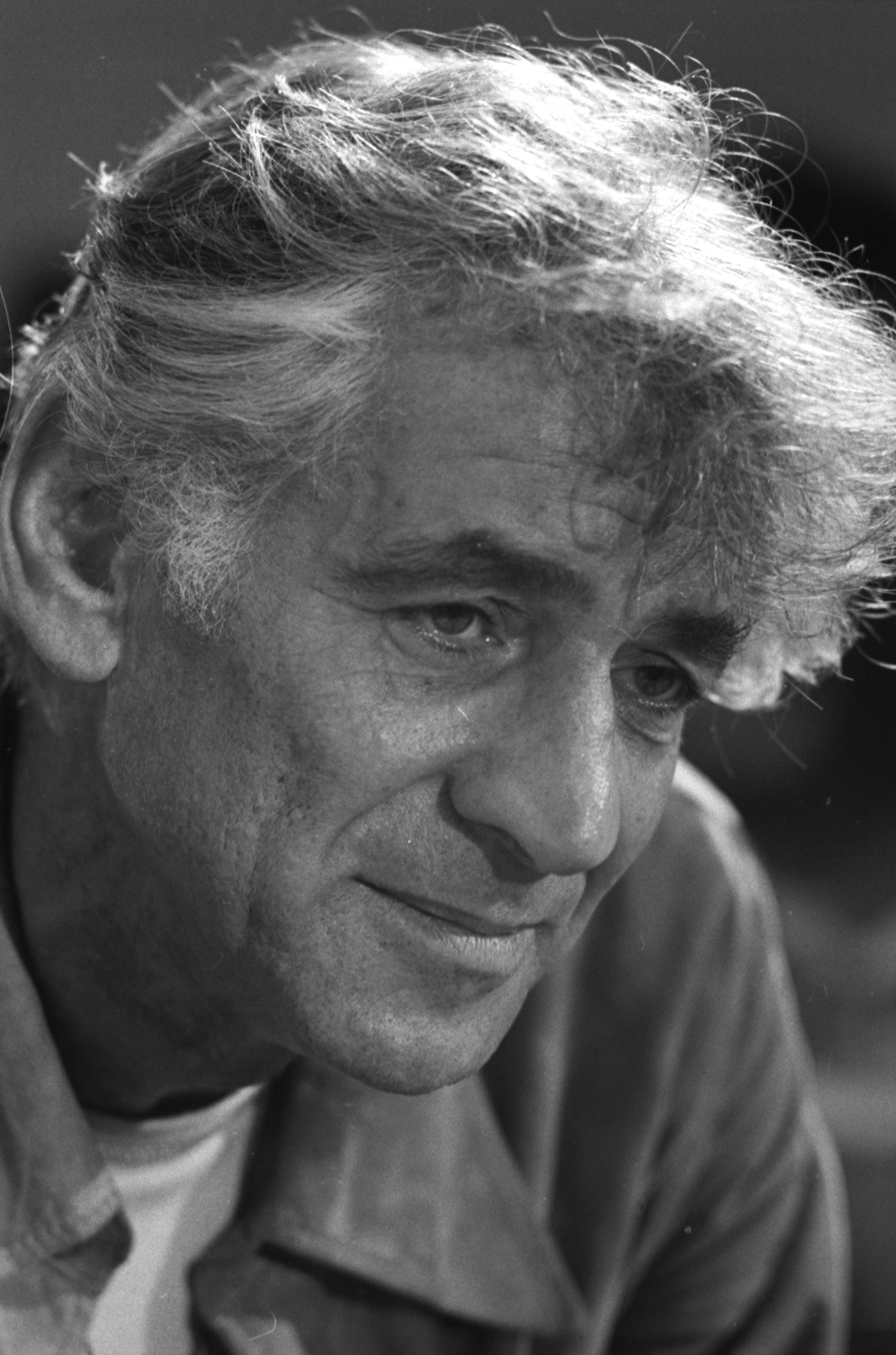
Leonard Bernstein, 1971

La fel ca în Oklahoma!, dansul a fost o parte integrală din Poveste din Vest (1957), care a transpus Romeo și Julieta în orașul New York din zilele noastre și a modificat situația, așezând în locul familiilor învrăjbite, Montague și Capulet, două grupuri etnice, Jets și Sharks. Cartea a fost adaptată de Arthur Laurents, pe muzica lui Leonard Bernstein și versurile nou-venitului Stephen Sondheim. A fost apreciată de critici, dar nu a devenit alegerea favorită a "doamnelor cu păr albastru care merg la matineu" și care preferau piesa Muzicantul de Meredith Willson din orășelul River City, Iowa în locul aleilor din Manhattan, în Upper West Side. În aparență, cei care au votat Premiul Tony au fost de acord, deoarece au favorizat prima piesă în locul celei de a doua.  Poveste din Vest a avut un număr respectabil de 732 spectacole (1,040 în West End), în timp ce Muzicantul a avut aproape de două ori mai multe, cu 1,375 de spectacole. Totuși, filmul Poveste din Vest a avut un succes extrem de mare.
Laurents și Sondheim s-au alăturat pentru Gypsy (1959, 702 spectacole), cu Jule Styne având muzica unei povești despre o mamă care este stripper, Gypsy Rose Lee, mama Rosei. Producția originală a avut 702 spectacole și a avut patru reluări consecutive, cu Angela Lansbury, Tyne Daly, Bernadette Peters și Patti LuPone, care a jucat rolul pe care l-a făcut faimos mai târziu Ethel Merman.
Companiile producătoare de automobile și alte tipuri de corporații au început să angajeze talente de pe Broadway pentru a scrie muzicaluri industriale, spectacole particulare, care erau urmărite numai de angajații sau clienții lor. Anii 1950 s-au sfârșit cu ultimul succes al lui Rodgers și Hammerstein, Sunetul muzicii, care a devenit și un succes și pentru Mary Martin. A avut  1,443 spectacole și a împărțit Premiul Tony Award pentru cel mai bun muzical. Împreună cu versiunea sa de un extrem succes, Sunetul muzicii, a devenit  unul dintre cele mai populare muzicaluri din istorie.

#### Anii 1960
În 1960, Fantasticii a fost produs mai întâi în afara Broadway-ului. Spectacolul alegoric a continuat în liniște încă 40 de ani la Teatrul din strada Sullivan din Greenwich Village, devenind muzicalul cu cea mai lungă perioadă a rulării din istorie. Autorii au produs și alte lucrări inovatoare în anii 1960, cum ar fi Celebrare și I Do! I Do!, primul muzical cu două personaje de pe Broadway. Anii 1960 a avut multe succese, cum ar fi Scripcarul pe acoperiș (1964; 3,242 spectacole), Hello, Dolly! (1964; 2,844 spectacole), Funny Girl (1964; 1,348 spectacole) și Man of La Mancha (1965; 2,328 spectacole), precum și câteva piese mai risqué, cum ar fi Cabaret, înainte de apariția rock-ului muzical. Doi oameni au avut un impact considerabil asupra istoriei teatrului muzical începând cu această decadă, Stephen Sondheim și Jerry Herman.

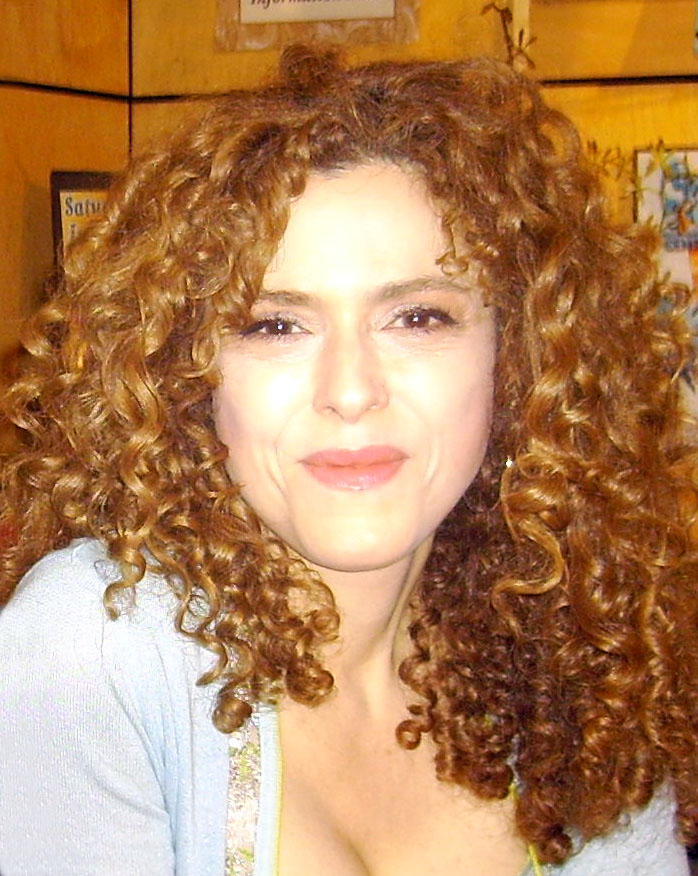
Bernadette Peters (spectacol din 2008) a fost vedeta mai multor spectacole ale lui Sondheim

Primul proiect pentru care a scris Sondheim muzica și versurile a fost A Funny Thing Happened on the Way to the Forum (1962, 964 spectacole), cu o carte bazată pe lucrările lui Plautus de Burt Shevelove și Larry Gelbart, având în distribuție pe Zero Mostel. Sondheim a dus muzicalul dincolo de concentrarea sa asupra intrigii romantice tipică pentru erele anterioare; lucrarea sa a avut tendința de a fi sobră, explorând aspectele groaznice ale vieții, în prezent și în trecut. Câteva dintre operele sale anterioare includ Oricine poate fluiera (1964, care — la numai nouă spectacole, în ciuda faptului că aveau forța unei stele pentru Lee Remick și Angela Lansbury—este un eșec infam), Compania (1970), Follies (1971) și Puțină muzică noaptea (1973). El a găsit inspirație în sursele cele mai neașteptate — premiera din Japonia a comerțului vestic pentru Pacific Overtures, un bărbier criminal de legendă, care căuta răzbunare în perioada industrială a Londrei pentru Sweeney Todd, picturile lui Georges Seurat pentru Duminică în parc cu George, poveștile cu zâne pentru În pădure și o colecție de indivizi cu intenția de a elimina Președintele Statelor Unite în Asasinii.
În timp ce unii critici au încercat să demonstreze că unele dintre muzicalurile lui Sondheim sunt mai puțin cunoscute publicului din cauza sofisticării și complexității lor muzicale neobișnuit de lirice, alții au lăudat aceste trăsături ale operei sale, dar și efectul de ansamblu al versurilor și muzicii în spectacole. Unele dintre inovațiile de seamă ale lui Sondheim includ un spectacol prezentat în mod invers (Merrily We Roll Along) și muzicalul menționat mai sus Oricine poate fluiera, în care Actul 1 se sfârșește cu momentul în care actorii informează publicul că sunt nebuni.
Jerry Herman a jucat un rol semnificativ în teatrul american muzical, începând prima sa producție pe Broadway, Lapte și miere (1961, 563 spectacole), despre fondarea statului Israel, continuând cu succesele Hello, Dolly! (1964, 2,844 spectacole), Mame (1966, 1,508 spectacole) și La Cage aux Folles (1983, 1,761 spectacole). Chiar și spectacole lui cu mai puțin succes, ca Dear World (1969) și Mack & Mabel (1974) au avut mulțimi memorabile (Mack & Mabel a fost mai târziu refăcut ca succes la Londra). Scriind versurile și muzica, multe melodii cuprinse în spectacolele lui Herman au devenit standarde populare, inclusiv "Hello, Dolly!", "We Need a Little Christmas"("Avem nevoie de puțin Crăciun"), "I Am What I Am"("Sunt ceea ce sunt"), "Mame", "The Best of Times"("Cele mai grozave perioade"), "Before the Parade Passes By"("Înainte să treacă parada"), "Put On Your Sunday Clothes"("Îmbracă hainele de duminică"), "It Only Takes a Moment"("Un moment e destul"), "Bosom Buddies"("Prieteni buni") și "I Won't Send Roses"("Nu-ți voi trimite trandafiri"), înregistrate de artiști ca Louis Armstrong, Eydie Gorme, Barbra Streisand, Petula Clark și Bernadette Peters. Colecția de cântece scrise de Herman a fost subiect pentru două spectacole de revistă populare, Jerry's Girls (Broadway, 1985) și Showtune (în afara Broadway-ului, 2003).
Muzicalul a început să se abată de la limitele relativ înguste ale anilor 1950. Muzica rock va fi folosită în câteva muzicaluri de pe Broadway, începând cu Hair, care avea muzică rock, dar și nuditate și opinii controversate despre Războiul din Vietnam, relațiile dintre rase și alte probleme sociale.

#### Teme sociale
După Show Boat și Porgy și Bess, conflictele din America și alte locuri pentru drepturile civile ale minorităților au progresat, iar Hammerstein, Harold Arlen, Yip Harburg și alții au fost încurajați să scrie mai multe muzicaluri și opere care aveau ca scop să normalizeze toleranța societății față de minorități și au impus armonia rasială. Lucrările din perioada de început a epocii de aur care aveau ca subiect toleranța rasială includeau Finian's Rainbow, South Pacific și The King and I. Către finalul epocii de aur, câteva spectacole au abordat subiecte și probleme evreiești, cum ar fi Fiddler on the Roof, Milk and Honey, Blitz! și mai târziu Rags. Conceptul original care a devenit West Side Story a fost fixat în Lower East Side în timpul sărbătorilor de Paște evreiești; bandele rivale trebuiau să fie catolice evreiești și italiano-americane. Echipa de creație a decis mai târziu că era mai potrivit conflictul dintre unele poloneze (alb) și altele puerto ricane.
Toleranța, ca temă importantă în muzicaluri, a continuat în decadele recente. Expresia finală a muzicalului West Side Story("Poveste din Vest") a transmis un mesaj de toleranță rasială. Până la sfârșitul anilor '60, muzicalurile au devenit parte integrantă a rasismuluii, cu membrii negri și albi ai distribuției interpretându-și chiar și rolurile unul altuia, la fel ca în Hair.  Distribuția rolurilor în anumite muzicaluri este o încercare de a reprezenta comunitatea ca subiect al dramei, ca în Rent și In the Heights. Homosexualitatea a fost explorată în aceste muzicaluri, începâind cu Hair și chiar mai deschis în La Cage aux Folles și Falsettos. Parade este o explorare plină de sensibilitate a anti-semitismului și racismului istoric american.

### Perioade mai recente

#### Anii 1970
După succesul muzicalului Hair, muzicalurile rock au înflorit în anii 1970, cu Jesus Christ Superstar, Godspell, The Rocky Horror Show și Two Gentlemen of Verona. Unele dintre aceste muzicaluri rock au început cu "albume-concept" și apoi s-au mutat la film sau scenă, cum ar fi Tommy. Altele nu aveau dialog sau aminteau de operă, cu teme dramatice și emoționale; uneoei acestea au apărut ca albume-concept și erau considerate opere rock. Muzicalul a avut și alte direcții. Spectacole ca Raisin, Dreamgirls, Purlie, și The Wiz au adus o influență afro-americană semnificativă Broadway-ului. Genuri și stiluri mai variate de muzicaluri au fost introduse în muzicalurile de pe Broadway, dar și din afară.
Anul 1975 a adus unul dintre cele mai grozave muzicaluri contemporane pe scenă. A Chorus Line a apărut din sesiuni de stiluri de terapie de grup înregistrată conduse de Michael Bennett cu Gypsies — aceștia cântau și dansau pentru a-i susține pe cei din rolurile principale —din comuniatatea Broadway. Din sute de ore de înregistrări, James Kirkwood, Jr. și Nick Dante au făcut o carte despre o audiție pentru un muzical, incluzând multe povestiri din viața reală ale celor care au participat sesiuni — și câteva dintre acestea au jucat eventual variații ale propriilor persoane sau a celuilalt în cadrul spectacolului. Pe muzica lui Marvin Hamlisch și versurile lui Edward Kleban, A Chorus Line a avut premiera la teatrul public al lui Joseph Papp din Manhattanul de jos. Promovarea cuvintelor rostite— că ceva extraordinar urma să se întâmple — întărită de vânzările de succes de la casele de bilete și după ce criticii au rămas fără superlative pentru a descrie ceea ce au văzut în seara premierei, ceea ce inițial fusese planificat ca o obligație limitată, s-a mutat în cele din urmă la Teatrul Shubert din centrul orașului pentru a avea o mulțime de spectacole ce păreau să nu se mai sfârșească. Spectacolul a fost nominalizat pentru premiul Tony și a câștigat premiul Pulitzer, iar cântecul de succes al spectacolului, What I Did for Love("Ce am făcut din dragoste"), a devenit un standard pe moment.
În mod clar, publicul de la Broadway a fost dornic să aprecieze muzicalurile care se abăteau de la stilul obișnuit. John Kander și Fred Ebb au explorat ascensiunea Nazismului în Germania în Cabaret și era Prohibiției în Chicago, care se baza pe niște vechi tehnici de vodevil pentru a spune povestea sa de crimă și mass-media. Pippin de Stephen Schwartz avea decorul în zilele lui Charlemagne. Filmul autobiografic al lui Federico Fellini, 8½ a devenit muzicalul lui Maury Yeston numit Nine. La finalul decadei, Evita a oferit o biografie politică mai serioasă decât era obișnuit publicul la muzicaluri și Sweeney Todd a fost precursorul muzicalurilor mai întunecate, cu buget mare din anii 1980, ca Les Misérables, Miss Saigon și The Phantom of the Opera, care depindea de povestirile dramatice, succese uimitoare și efecte spectaculare. Însă în aceeași perioadă, valorile de modă veche erau încă abordate în muzicaluri de succes ca Annie, 42nd Street, My One and Only și în reluările populare ale muzicalurilor No, No, Nanette și Irene.

#### Anii 1980 și 1990
Anii 1980 și 1990 au fost perioada influenței "mega-muzicalurilor" sau "pop operelor" europene, care aveau în mod tipic influențe pop, distribuții și decoruri largi, fiind identificate prin efectele remarcabile ale unui candelabru în cădere (în Phantom) sau un elicopter aterizând pe scenă (în Miss Saigon)—căci se produceau pe vremea aceea. Multe dintre ele se bazau pe romane sau alte opere literare. Cei mai importanți scriitori de mega-muzicaluri includ echipa franceză formată din Claude-Michel Schönberg și Alain Boublil, responsabil de Les Misérables, care a devenit muzicalul internațional de succes cu cele mai multe reprezentații din istorie. Echipa, în colaborare cu Richard Maltby, Jr., a continuat să  producă succese, inclusiv Miss Saigon (inspirat din opera lui Puccini, Madame Butterfly).

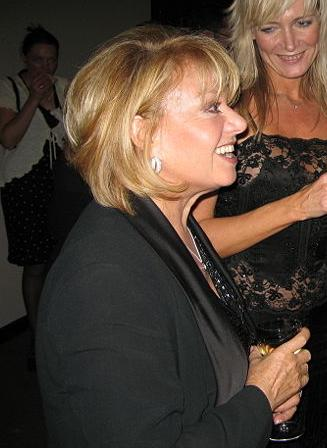
Elaine Paige

Compozitorul britanic Andrew Lloyd Webber, a avut un mega-succes asemănător cu Evita, bazat pe viața Evei Peron din Argentina și Cats, derivat din poeziile lui T. S. Eliot, iar ambele muzicaluri au avut ca actriță în rol  principal la început pe Elaine Paige, care a avut un succes continuu și a devenit cunoscută ca Prima Doamnă a Teatrului Muzical Britanic. Alte muzicaluri de succes ale lui Lloyd Webber sunt Starlight Express, faimos pentru că a fost interpretat pe role; The Phantom of the Opera("Fantoma de la operă"), bazat pe romanul "Le Fantôme de l'Opéra"("Fantoma de la operă") scris de Gaston Leroux; și Sunset Boulevard (după filmul clasic cu același titlu). Câteva dintre aceste mega-muzicaluri au avut spectacole timp de zeci de ani (sau încă mai au) în New York și Londra. Anii 90 au fost martorii influențelor marilor corporații asupra producerii de muzicaluri. Cea mai importantă dintre ele a fost Compania Walt Disney, care a început să adapteze unele dintre filmele muzicale animate—cum ar fi Frumoasa și bestia și Regele Leu—pentru scenă și a creat și producții originale pe scenă, ca Aida, pe muzica lui Elton John. Disney continuă să creeze muzicaluri noi pentru Broadway și teatrele din West End, cum ar fi Tarzan, o adaptare pentru scenă a clasicului Mary Poppins, și, recent, o versiune de scenă a filmului din 1989  Mica sirenă.
Cu o cerere crescândă a muzicalurilor și a costurilor, stilul a fost uneori schimbat în favoarea substanței epice în ultimele două decade ale secolului XX. Totuși, în același timp, mulți scriitori s-au îndepărtat de acest model și au început să creeze muzicaluri la scară măruntă, dar apreciate de critici și cu succes financiar, cum ar fi Falsettoland, Passion, Little Shop of Horrors, Bat Boy: Muzical și Blood Brothers. Subiectele pieselor și muzica variază mult, de la rock la pop, dar sunt adesea produse în afara Broadway-ului (sau pentru teatrele mai mici din Londra) și au o distribuție mai restrânsă și producția mai puțin costisitoare în general. Unele dintre acestea au fost considerate a fi pline de fantezie și inovatoare.
Prețul biletelor la muzicalurile de pe Broadway și din West End urca peste bugetul multora dintre cei care mergeau la theatru și direcția aceasta a avut ca efect faptul că muzicalurile erau urmărite de un public tot mai puțin numeros.
Muzicalul lui Jonathan Larson, Rent (bazat pe opera La Bohème) a fost lansat pe piață pentru a crește popularitatea muzicalurilor printre membrii publicului tânăr. Avea o distribuție formată din tineri, iar muzica este mult influențată de rock. Muzicalul acesta a devenit un succes. Fanii tineri, dintre care mulți erau studenți, având numele RENTheads, s-au aliniat la teatrul Nederlander devreme pentru a câștiga la loterie bilete în primul rând cu 20 de dolari și unii dintre ei au văzut spectacolul de mai mult de 50 de ori. Printre alți scriitori care au încercat să aducă puțină muzică rock modernă pe scenă a fost și Jason Robert Brown. De asemenea, majoritatea spectacolelor de pe Broadway au urmat modelul muzicalului Rent' oferind spectacole cu preț redus, deși adesea reducerile erau oferite numai studenților.

#### Anii 2000
Tendințe recente
În ultimii ani, familiaritatea a fost acceptată de producători și investitori, care erau nerăbdători să garanteze că vor compensa pentru investițiile lor considerabile, dacă nu vor avea un profit mare. Unii au făcut încercări (de obicei cu buget mic) cu subiecte noi si neobișnuite, cum ar fi Urinetown (2001), Bombay Dreams (2002), Avenue Q (2003), The 25th Annual Putnam County Spelling Bee (2005) și In the Heights (2007). Însă majoritatea lor au urmat drumul sigur al relansărilor subiectelor familiare, cum erau Fiddler on the Roof, A Chorus Line, South Pacific, Gypsy, Hair, West Side Story and Grease, sau cu alte materiale deja cunoscute, cum erau filmele (The Producers, Spamalot, Hairspray, Legally Blonde, Billy Elliot, The Color Purple, Young Frankenstein, Shrek și filmele care vor urma, 9 to 5) sau din literatură, (Little Women, The Scarlet Pimpernel, Dracula și Wicked) cu speranța că spectacolele vor avea spectatori mulți. Refolosirea intrigilor, în special cele din (Mary Poppins în 2004 și The Little Mermaid, ale The Walt Disney Company în 2008), a fost considerată de unii critici a fi o redefinire a Broadway-ului: mai mult decât o eliberare a  creației, a devenit o atracție turistică.
În zilele noastre, este mai puțin probabil ca un singur producător, ca David Merrick sau Cameron Mackintosh să susțină o întreagă producție a unui film sau a unei piese de teatru.  Corporații de sponsori domină Broadway-ul și adeseori se formează alianțe pentru a pune în scenă muzicaluri care necesită investiții de 10 milioane $ sau mai mult. În 2002, cei datorită cărora a apărut Thoroughly Modern Millie număra zece producători și printre aceste nume erau firme compuse din mai multe persoane. În mod tipic, teatrele din afara Broadway-ului și cele regionale au tendința de a produce muzicaluri cu buget mic și mai puțin costisitoare, și numeroase muzicaluri noi au început să fie puse în scenă tot mai mult în afara orașelor New York și Londra sau în localuri mai mici. De exemplu, Spring Awakening și Grey Gardens au fost puse în scenă în afara Broadway-ului înainte de a apărea pe Broadway.
Mai multe muzicaluri s-au reîntors la formatul de spectacol, care era de succes în anii 1980, în spectacole ca Fantoma de la Operă și Starlight Express, amintind de bufonadă, care au fost puse în scenă uneori, de-a lungul istoriei teatrului, din vremea străvechilor romani, care puneau în scenă bătălii pe mare. Exemple pot fi găsite în adaptările muzicale ale Gone With the Wind (2008) și The Lord of the Rings în Londra (2007), considerată a fi cea mai mare producție pe scenă din istoria teatrului muzical. Producțiile costisitoare au dus la pierderi mari de bani. Dimpotrivă, The Drowsy Chaperone, The 25th Annual Putnam County Spelling Bee, Xanadu și altele fac parte dintr-o direcție de la Broadway a muzicalurilor din prezent neîntrerupte de pauză, cu o durată de mai puțin de două ore. Ultimele două, împreună cu opere ca Avenue Q, reprezintă o tendință către muzicaluri la scară mică, cu o distribuție formată din puține persoane care pot aduce un profit bun în localuri mici.
Muzicaluri de tonomat
O altă tendință a fost crearea unei intrigi minimale pentru a se potrivi cu o colecție de cântece care deja erau foarte cunoscute. După succesul anterior al Buddy - The Buddy Holly Story, acestea au inclus Movin' Out (2002, bazat pe melodiile lui Billy Joel), Good Vibrations (the Beach Boys), All Shook Up (Elvis Presley), Jersey Boys (2006, The Four Seasons), The Times They Are A-Changin' (2006, Bob Dylan), și multe altele. Stilul acesta este adesea numit "muzical de jukebox." Muzicaluri asemănătoare, însă cu o intrigă mai accentuată, au fost construite în jurul textelor autentice ale unui anumit grup pop, incluzând Mamma Mia! (1999, având cântecele formației ABBA), Our House (2002, bazat pe cântecele formației Madness), și We Will Rock You (2002, bazat pe cântecele formației Queen).
Renașterea filmului muzical și a "muzicalurilor" TV
După the 1996 film of Evita, primul film muzical de succes în aproape două decenii, Baz Luhrmann a continuat reînsuflețirea filmului muzical cu Moulin Rouge! (2001). Acesta a fost urmat de un număr de filme de succes, incluzând Chicago în 2002, Phantom of the Opera în 2004, Dreamgirls în 2006, Hairspray, Sweeney Todd în 2007, și Mamma Mia! în 2008.  Filmul lui Dr. Seuss, How the Grinch Stole Christmas! (2000) și The Cat in the Hat (2003), au transformat cărțile pentru copii în muzicaluri cu acțiune palpitantă, și Disney împreună cu alte muzicaluri animate, precum și mai multe filme muzicale pentru adulți, cum sunt South Park: Bigger, Longer & Uncut (1999), au pavat drumul pentru reînsuflețirea filmului muzical. În plusa, India produce numeroase filme muzicale în stil "Bollywood", iar Japonia produce filme muzicale în stil "Anime".
Filmele "făcute pentru TV", ca muzicaluri, erau cunoscute în anii 1990 (de exemplu, Gypsy (1993), și Cinderella (1997)). Mai multe filme muzicale făcute pentru TV din anii 2000 erau de fapt adaptări ale versiunii de scenă, cum sunt South Pacific din 2001, The Music Man din 2003 și Once Upon A Mattress din 2005, și o versiune televizată a muzicalului de scenă Legally Blonde din 2007. În plus, mai multe muzicaluri au fost filmate pe scenă și difuzate la Televiziunea Publică, de exemplu Contact din 2002, Kiss Me Kate și Oklahoma! din 2003.
Unele spectacole recente de televiziune au episoade care sunt muzicaluri. Ca exemple, pot fi incluse episoade din Ally McBeal, Xena, Buffy the Vampire Slayer's episodul Once More, with Feeling, That's So Raven, Daria's episode Daria!, Oz's Variety, Scrubs (un episod a fost scris de creatorii muzicalului Avenue Q), și cele 100 episoade ale serialului That '70s Show). Alte exemple includ scene în care personajele încep să cânte și să danseze deodată în stilul teatrului muzical, într-un episod, la fel ca în mai multe episoade din The Simpsons, 30 Rock, Hannah Montana, South Park și Family Guy. Serialul de televiziune Cop Rock a folosit excesiv muzicalul, la fel ca și serialul The Mighty Boosh.
Au fost create și here muzicaluri special pentru internet, incluzând Dr. Horrible's Sing-Along Blog, despre un personaj negativ care câștigă puțin, al cărui rol este jucat de Neil Patrick Harris. A fost scris în timpul grevei din 2007–2008 a asociației scriitorilor din America. Mai multe spectacole TV au fost folosite pentru a ajuta promovarea muzicalurilor prin organizarea unor competiții pentru a distribui rolurile principale. Acestea includ How Do You Solve a Problem Like Maria?, Grease: You're the One that I Want! și Legally Blonde - The Musical: The Search for Elle Woods.

### Muzicaluri internaționale
S.U.A. și Marea Britanie au fost cele mai active surse pentru a vinde bilete la muzicaluri încă din secolul XIX, până în secolul XX (deși Europa a produs forme variate ale unor opere ușoare și operete, de exemplu Zarzuela spaniolă, din acea perioadă și chiar mai devreme). Totuși, scena muzicalurilor ușoare din alte țări a devenit mai activă în deceniile recente.
Muzicaluri din alte țări în care se vorbește engleza (mai ales Australia și Canada) au adesea succes local, iar uneori ajung chiar și pe Broadway sau West End (de ex. The Boy from Oz și The Drowsy Chaperone). Africa de Sud a fost un loc în care teatrul muzical este activ, cu spectacole de revistă, cum ar fi African Footprint, Umoja și se organizau turnee internaționale cu muzicaluri, cum au fost Kat and the Kings și Sarafina!. Local, musicaluri ca Vere, Love and Green Onions, Over the Rainbow: the all-new all-gay... extravaganza, Bangbroek Mountain și In Briefs - a queer little Musical au avut mult succes.
Muzicalurile de succes în Europa continentală Europe includ (printre alte țări) Germania (Elixier și Ludwig II), Austria (Tanz der Vampire și Elisabeth), Republica Cehă (Angelika), Franța (Notre Dame de Paris, Les Misérables, Angélique, Marquise des Anges și Romeo & Juliette) și Spania (Hoy No Me Puedo Levantar).
Japonia a promovat recent mărirea unei forme indigene a teatrului muzical, animate și de acțiune, majoritatea bazate pe Anime și Manga, cum sunt Kiki's Delivery Service și Tenimyu. Serialul cunoscut Sailor Moon a avut douăzeci și nouă variante de muzicaluri Sailor Moon musicals, întinzându-se pe o perioadă de treisprezece ani. Începând din 1914, o serie spectacole de revistă cunoscute au fost interpretate de trupa Takarazuka Revue formată numai din femei, care cuprinde acum cinci trupe care dau spectacole. În Asia, muzicalul indian în stil Bollywood, mai ales sub forma unor filme artistice, are un succes formidabil. Primul muzical modern de la Hong Kong, produs în Mandarină și Cantoneză, este Snow.Wolf.Lake.
Alte țări cu o scenă muzicală extrem de activă sunt incluse Olanda, Italia, Suedia, Mexic, Brazilia, Argentina, Rusia, Turcia și China.

### Relevanță
Liga de la Broadway (anterior "Liga teatrelor si producătorilor americani") a anunțat că în sezonul 2007–08, 12.27 milioane de bilete au fost vândute pentru spectacolele de pe Broadway, încasându-se suma de un miliar de dolari. Liga a precizat apoi că în timpul sezonului 2006-07, aproximativ 65% dintre biletele pentru Broadway au fost cumpărate de turiști și turiștii străini au format 16% dintre cei prezenți. (Aceste cifre nu includ și spectacolele din afara Broadway-ului și din localuri mai mici.) Societatea teatrelor din Londra a anunțat că în anul 2007 a fost doborât recordul pentru public în Londra. Totalul celor prezenți în teatrele din centrul Londrei a fost de 13.6 milioane, iar veniturile totale adunate din vânzarea biletelor a fost £469.7 milioane. De asemenea, cum am precizat mai sus, scena muzicalurilor internaționale a fost foarte activă în ultimii ani.
Totuși, Stephen Sondheim a fost mai puțin optimist:
„Există două feluri spectacole pe Broadway – relansări și reluări ale unor muzicaluri, în toate spectacolele. Trebuie să îți cumperi bilete pentru Regele leu cu un an înainte și de obicei o familie... transmite copiilor ideea că așa este de fapt teatrul is – un muzical spectacular pe care îl vezi o dată pe an, o punere în scenă a unui film. Nu are nicio legătură cu teatrul. Are legătură cu a vedea ceea ce este familiar... Nu cred că teatrul va înceta să existe, dar nu va mai fi nicicând ceea ce a fost... Acum este o atracție turistică."”
Succesul materialelor originale, ca Avenue Q, Urinetown, și Spelling Bee, ca și reimaginările creative ale caracteristicilor filmului, incluzând Thoroughly Modern Millie, Hairspray, Billy Elliot și The Color Purple, ca și piesele de teatru transformate în muzicaluri, cum este Spring Awakening îl face pe istoricul de la Broadway John Kenrick să scrie: "A murit muzicalul?... În niciun caz! Se schimbă? Mereu! Muzicalul s-a schimbat mereu, de când Offenbach a făcut prima rescriere din anii 1850. Iar schimbarea este cel mai clar semn că muzicalul încă mai este un gen viu, care se dezvoltă. Ne vom întoarce vreodată la așa-numita "epocă de aur", cu muzicaluri în centrul culturii populare? Probabil că nu. Gustul publicului a suportat schimbări fundamentale, iar artele comerciale pot înflori acolo unde permite publicul, care plătește."

## Vezi și

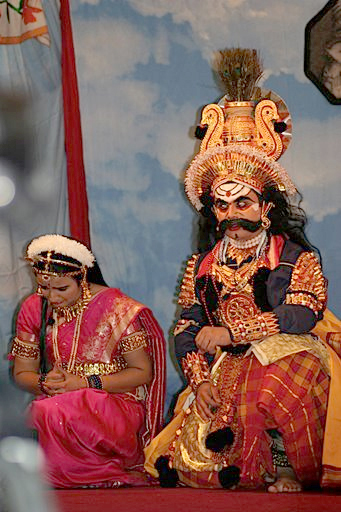
Yakshagana -- o dramă muzicală din India implică dans, cântece, dialoguri, costume și machiaj

## Pentru mai multe amănunnte
- Bauch, Marc. The American Musical. Marburg, Germany: Tectum Verlag, 2003.  ISBN 3-8288-8458-X (described here) Arhivat în 4 mai 2008, la Wayback Machine.
- Bauch, Marc. Themes and Topics of the American Musical after World War II. Marburg, Germany: Tectum Verlag, 2001. ISBN 3-8288-1141-8 described here Arhivat în 4 mai 2008, la Wayback Machine.
- Bloom, Ken (2004-10-01). Broadway Musicals : The 101 Greatest Shows of All Time. New York, New York: Black Dog & Leventhal Publishers. ISBN 1-57912-390-2. Verificați datele pentru: |date= (ajutor)
- Botto, Louis (2002-09-01).  Robert Viagas, ed. At This Theatre. Applause Books. ISBN 1-55783-566-7. Verificați datele pentru: |date= (ajutor)
- Ganzl, Kurt. The Encyclopedia of Musical Theatre (3 Volumes). New York: Schirmer Books, 2001.
- Kantor, Michael (2004). Broadway: the American musical. New York, New York: Bulfinch Press. ISBN 0-8212-2905-2.
- Mordden, Ethan (1999). Beautiful Mornin': The Broadway Musical in the 1940s. New York: Oxford University Press. ISBN 0-19-512851-6.
- Traubner, Richard. Operetta: A Theatrical History. Garden City, NY: Doubleday & Company, 1983
- Article on history of musical theatre, focusing on American musicals
- History of the musical at History.com